# Station Tarnów Wschód
Station Tarnów Wschód is een spoorwegstation in de Poolse plaats Tarnów.